# Dolichomitus megalourus
Dolichomitus megalourus là một loài tò vò trong họ Ichneumonidae.